# Jaime Hepburn, 4.º Conde de Bothwell
James Hepburn, 4.º Conde de Bothwell (c. 1535 — Castelo de Dragsholm, Dinamarca, 14 de abril de 1578), 1.º duque das Órcades e 4.º conde de Bothwell (mais conhecido simplesmente como Lord Bothwell ), era um proeminente nobre escocês. Ele era conhecido por sua associação com, sequestro e casamento com Maria da Escócia, como seu terceiro e último marido. Ele foi acusado do assassinato do segundo marido de Maria, Henrique Stuart, Lorde Darnley, cuja acusação foi absolvida. Seu casamento com Maria foi controverso e dividiu o país; quando fugiu da crescente rebelião para a Escandinávia, foi preso na Noruega e viveu o resto de sua vida na Dinamarca.

## Biografia

### Início de vida
Ele era filho de Patrick Hepburn, terceiro conde de Bothwell, e Inês Sinclair (m. 1572), filha de Henrique Sinclair, terceiro lorde Sinclair, e recebeu o nome de mestre de Bothwell desde o nascimento. Sucedeu seu pai como conde de Bothwell e lorde Hailes em 1556.

### Casamentos
Como lorde-almirante da Escócia, lorde Bothwell navegou pela Europa. Durante uma visita a Copenhague por volta de 1559, ele se apaixonou por Ana Tronds, conhecida em inglês como Ana Throndsen e postumamente como Ana Rustung. Ela era uma nobre norueguesa cujo pai, Cristóvão Trondson, um famoso almirante norueguês, servia como cônsul real dinamarquês. Após o noivado, ou mais provável casamento sob a lei norueguesa, Ana saiu com Bothwell. Na Flandres, ele disse que estava sem dinheiro e pediu que Ana vendesse todos os seus bens. Ela concordou e visitou sua família na Dinamarca para pedir mais dinheiro. Ana estava infeliz e aparentemente se queixou de Bothwell. Seu tratamento de Anna teve um papel em sua eventual queda.
Em fevereiro de 1566, Bothwell casou-se com Joana Gordon, filha do 4º Conde de Huntly e irmã de João Gordon e do 5º Conde de Huntly. Eles se divorciaram em 7 de maio de 1567, citando seu adultério com sua serva Bessie Crawford  como causa. Ele se casou com Maria da Escócia, oito dias depois.

### Encontro com a Rainha Maria na França
Lorde Bothwell parece ter conhecido Maria quando visitou a corte francesa no outono de 1560, depois de deixar Ana Rustung na Flandres. Ele foi gentilmente recebido pela rainha e seu marido, o rei Francisco II, e, como ele mesmo disse: "A rainha me recompensou de maneira mais liberal e honrosa do que eu merecia" - recebendo 600 coroas e o cargo e salário de cavalheiro do rei. Ele visitou a França novamente na primavera de 1561, e em 5 de julho estava de volta a Paris pela terceira vez - desta vez acompanhado pelo bispo das Órcades e pelo conde de Eglinton. Em agosto, a viúva Maria estava voltando para a Escócia em uma cozinha francesa, parte da organização tratada por Bothwell em sua capacidade naval.

### Sob a regência de Maria de Guise
Bothwell apoiou Maria de Guise, rainha viúva e regente da Escócia, contra os Senhores Protestantes da Congregação. Bothwell e 24 seguidores levaram 6.000 coroas de dinheiro inglês destinadas a serem usadas contra Guise do Laird of Ormiston no Halloween de 1559 em uma emboscada perto de Haddington. Em retaliação, o líder protestante, o duque de Châtelherault, enviou a seu filho o conde de Arran e o mestre de Maxwell para tomar a casa de Bothwell, o Castelo Crichton e forçar o conde, que estava em Borthwick, a se juntar a eles. Bothwell permaneceu fiel ao regente, embora tenha sido dito em janeiro que ele estava "cansado de sua parte". O agente inglês Tomás Randolfo I de Moray também sugeriu neste momento um escândalo envolvendo sua irmã Joana Hepburn.

### Na corte da rainha Maria
Depois que os Lordes Protestantes conquistaram o poder após a morte de Maria de Guise e o retorno à Escócia de Maria, rainha dos escoceses, Bothwell parece não ter sido muito mais do que um nobre problemático na corte. Sua briga aberta com o conde de Arran e os Hamilton, que o acusou de intrigar contra a coroa, causou algum grau de angústia à rainha e, embora o conde de Arran tenha sido declarado louco, Bothwell foi preso no Castelo de Edimburgo sem julgamento. em 1562. Mais tarde naquele ano, enquanto a rainha estava nas montanhas, ele escapou e foi para o Castelo Hermitage.
A rainha e Bothwell já estavam muito próximos. Quando Bothwell se casou com Joana Gordon, filha do 4º Conde de Huntly, em fevereiro de 1566, a rainha participou do casamento (o casamento durou pouco mais de um ano). No verão seguinte, ao ouvir que ele havia sido gravemente ferido e provavelmente morreria, ela percorreu as colinas e florestas das fronteiras para ficar com ele no castelo Hermitage apenas algumas semanas depois de dar à luz seu filho. No entanto, a historiadora Antonia Fraser afirma que a rainha Maria já estava a caminho de visitar Bothwell em questões de estado antes de ouvir falar da doença dele, e que, portanto, essa visita não é prova de que eles já eram amantes no momento do acidente. A autora Alison Weir concorda e, de fato, os registros mostram que Maria esperou seis dias inteiros depois de saber de seus ferimentos antes de visitar Bothwell. A história de sua fuga louca para o lado dele foi contada mais tarde por seus inimigos para desacreditá-la.

### O assassinato de Darnley
Em fevereiro de 1567, Bothwell foi um dos acusados de ter assassinado o consorte da rainha, o duque de Albany (mais conhecido como lorde Darnley). O pai de Darnley, Mateus Stuart, 4.º Conde de Lennox, e outros parentes agitados por vingança e após sua petição, o Conselho Privado iniciou um processo contra Bothwell em 12 de abril de 1567. William Drury relatou a William Cecil, Secretário de Estado de Isabel I da Inglaterra, que a rainha estava com problemas de saúde contínuos "na maior parte, melancólicos ou doentios". No dia marcado, Bothwell desceu magnificamente pelo Canongate, como quarto conde de Morton e William Maitland de Lethington o ladeavam, e suas Hepburns trotavam para trás. O julgamento durou do meio-dia até as sete da noite. Bothwell foi absolvido e havia rumores de que ele se casaria com Maria.

### Rapto e casamento com Maria da Escócia

Braços de Jaime Hepburn, Duque das Órcades

Na quarta-feira seguinte, a rainha foi às propriedades do Parlamento, com Lord Bothwell carregando o Cetro, onde os procedimentos do julgamento de Bothwell foram oficialmente declarados justos de acordo com a lei do país. No sábado, 19 de abril, oito bispos, nove condes e sete senhores do parlamento assinaram o que ficou conhecido como Ainslie Tavern Bond, um manifesto que declara que Maria deveria se casar com um sujeito nativo e o entregou a Bothwell.
Na quarta-feira, 24 de abril, enquanto Maria estava na estrada do Palácio de Linlithgow para Edimburgo, Bothwell apareceu de repente com 800 homens. Ele garantiu a ela que o perigo a esperava em Edimburgo e disse que propunha levá-la ao seu Castelo em Dunbar, fora de perigo. Ela concordou em acompanhá-lo e chegou a Dunbar à meia-noite. Lá, Maria foi feita prisioneira por Bothwell e supostamente estuprada por ele para garantir o casamento com ela e a coroa (embora ela seja sua cúmplice ou sua vítima relutante continue sendo uma questão controversa). Em 12 de maio, a rainha o criou Duque das Órcades e Marquês de Fife, e em 15 de maio eles se casaram no Grande Salão de Holyrood. De acordo com os ritos protestantes oficiados por Adam Bothwell, bispo das Órcades. Maria deu a seu novo marido uma camisola forrada de pele. Dentro de três dias, William Drury escreveu para Londres que, embora a maneira como as coisas pareciam ser forçadas, era sabido que era o contrário.
O casamento dividiu o país em dois campos e, em 16 de junho, os Lordes opuseram-se a Maria e o duque das Órcades (como Bothwell havia se tornado recentemente) assinaram um título denunciando-os. Um confronto entre os dois lados opostos ocorreu em Carberry Hill, em 15 de junho de 1567, de onde Bothwell fugiu, após um abraço final, para nunca mais ser vista por Maria. Maria foi aprisionada na noite seguinte dentro do Castelo de Lochleven, em uma ilha no meio do Loch Leven. Enquanto esteve em Lochleven, Maria caiu severamente enferma e teve um aborto. Ela abortou gêmeos entre os dias 20 e 23 de julho que foram subsequentemente enterrados às pressas na ilha. Não está claro quando exatamente ela ficou grávida, mas sem dúvidas, o pai era o Conde de Bothwell. Em dezembro daquele ano, os títulos e propriedades de Bothwell foram perdidos pela Lei do Parlamento.

### Fuga para a Escandinávia e prisão
Depois de fugir da Escócia em Carberry Hill, o conde foi preso na Noruega. As fontes diferem exatamente sobre como o Conde foi preso. Parece que Bothwell embarcou de Aberdeen para Shetland. Ele foi perseguido por William Kirkcaldy da Grange, e William Murray da Tullibardine, que navegaram em Bressay Sound, perto de Lerwick. Quatro dos navios de Bothwell no Sound partiram para o norte, para Unst, onde Bothwell estava negociando com os capitães alemães a contratação de mais navios. A capitânia de Kirkcaldy, o Leão, perseguiu um dos navios de Bothwell, e ambos foram danificados em uma rocha submersa. Bothwell enviou seu navio de tesouro para Scalloway e travou uma batalha marítima de três horas no porto de Unst, onde o mastro de um dos navios de Bothwell foi disparado. Então uma tempestade o forçou a navegar em direção à Noruega. 
Bothwell poderia ter esperado chegar à Dinamarca e formar um exército com o apoio de Frederico II da Dinamarca para colocar Maria de volta ao trono. Ele foi pego na costa da Noruega (então governada pela Dinamarca) no farol Hoyevarde em Karmsundet sem documentos adequados e foi escoltado até o porto de Bergen. Este era o lar nativo de Ana Throndsen. Ana apresentou uma queixa contra Bothwell, imposta por sua poderosa família; seu primo Erik Rosenkrantz, funcionário de alto nível da Noruega, mandou Bothwell para a fortaleza de Bergenhus enquanto Ana o processou por abandono e retorno de seu dote. Ana pode ter tido uma queda por Bothwell, pois ele a convenceu a tomar a custódia de seu navio, como compensação. Bothwell teria sido libertado, mas o rei Frederico ouvira dizer que a coroa inglesa procurava Bothwell pelo suposto assassinato de Darnley e decidiu levá-lo sob custódia na Dinamarca.
O conde foi enviado a Copenhague, onde o monarca dinamarquês, rei Frederico II, deliberou sobre seu destino. O conde foi enviado através de Öresund à fortaleza e prisão Castelo de Malmo. Mas quando as notícias da Inglaterra e da Escócia chegaram, o rei finalmente entendeu que Maria nunca mais se tornaria rainha dos escoceses. E sem Maria, o rei o considerou insignificante.

### Morte
Ele foi preso no castelo Dragsholm, 75 quilômetros a oeste de Copenhague. Ele foi mantido em condições que foram consideradas terríveis. Ele morreu em abril de 1578. Ele foi enterrado em um cofre na igreja Fårevejle, perto do castelo.
Um pilar ao qual ele foi acorrentado nos últimos dez anos de sua vida ainda pode ser visto, com uma ranhura circular no chão ao redor do pilar.
Em 1858, o corpo foi exumado e declarado ser o de Bothwell. Estava seco e passou a ser chamado de "múmia de Bothwell". Sua família extensa tentou enviar seu corpo de volta à Escócia, mas o pedido não foi atendido. A identidade do corpo nunca foi provada conclusivamente. 
Um corpo conhecido como "múmia de Bothwell" se materializou em 1976 no Edinburgh Wax Museum em Royal Mile, como a única exposição que não era de cera. O livro de guia alegou que foi trazido para a Escócia em 1858.